# Fordon (quận ở Bydgoszcz)

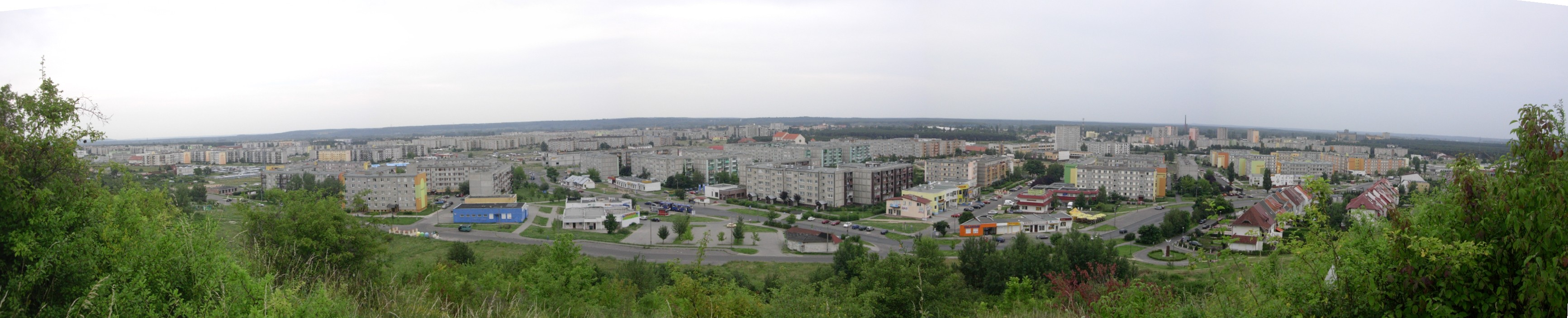
Toàn cảnh quận Fordon

Fordon, là một quận ở Bydgoszcz, Kuyavian-Pomeranian Voivodeship, Ba Lan, số lượng cư dân là vào khoảng 75.000 người. Tuy nhiên, lúc đầu quận chỉ có 8.000 cư dân. Hiện tại Fordon là quận lớn nhất của Bydgoszcz.

## Nhà ở
Fordon được chia thành 16 khu nhà:
Stary Fordon - Akademickie - Bajka - Bohaterów - Eskulapa - Kasztelanka - Łoskoń - Mariampol - Nad Wisla - Niepodległości - Pałcz - Powiśle - Przylesie - Szybowników - Tatrzańskie - Zofin

## Lịch sử
Fordon được đề cập trong các nguồn tài liệu lần đầu tiên vào năm 1112 với tên "Wyszogród". Vào thời đó, ở đây có một lâu đài phòng thủ quan trọng đã bị các Hiệp sĩ Teutonic bắn và phá hủy vào năm 1330.
Tại một số thời điểm, Fordon có vị trí trong Lãnh địa lớn của Posen và sau đó dưới sự kiểm soát trực tiếp của Phổ. Nó đã được trả lại cho Ba Lan vào cuối Thế chiến thứ nhất. Năm 1939, nó được thành lập bởi Đệ tam Quốc xã. Người ta ước tính rằng trong Thế chiến II, binh lính Đức đã giết chết từ 1200 đến 3000 người, chủ yếu là người Ba Lan và người Do Thái, tại Thung lũng chết của Fordon (Thung lũng chết (Bydgoszcz)). Con số chính xác vẫn chưa được biết vì các nhà sử học đã không tìm thấy các tài liệu phù hợp sẽ ghi rõ số người chết cuối cùng. Cuối cùng vào năm 1945, Fordon đã được giải phóng khỏi sự chiếm đóng của Đức Quốc xã.
Năm 1950 Fordon vẫn là một thị trấn riêng biệt với Bydgoszcz. Lúc đó nó được mô tả là "bảy dặm về phía đông" của thành phố đó. Quận có dân số 3.514 người và sản xuất những thứ như xi măng và giấy. Năm 1973 Fordon trở thành một phần của thành phố Bydgoszcz. Nhà tù ở Fordon được thành lập vào năm 1780 và được đổi thành nhà tù nam / nữ một vài lần. Từ 1939-1956, nơi đây đã giam giữ và giết chết 180 phụ nữ Ukraine trong nhà tù. Một tấm bia tưởng niệm được đặt trên nhà tù ngày 10 tháng 5 năm 1992.
Ngày nay, Fordon là quận lớn nhất của Bydgoszcz. 

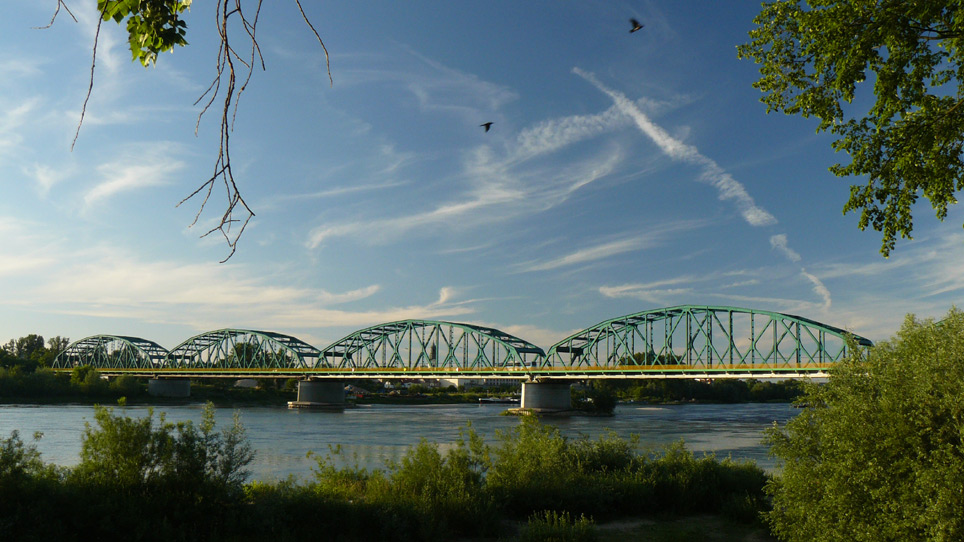
Cầu Fordon

## Tòa nhà & Địa điểm
- Thung lũng tử thần (Bydgoszcz)
- Cầu Fordon
- Nhà thờ Neogothic
- Trung tâm Ung bướu (Bệnh viện)
- Giáo đường Do Thái từ thế kỷ 17
- Tù giam
- Công viên thiên niên kỷ

## Giáo dục
Các trường đại học
- Wyższa Szkoła Informatyki - Ulica Fordońska 246
- Wyższa Szkoła Informatyki i Przingsiębiorczości w Bydgoszczy - Ulica Unii Lubelskiej
- Uniwersytet Kazimierza Wielkiego - Ulica Przemysłowa 34
- Uniwersytet Technologiczno - Przyrodniczy im. Jana i Jędzrzeja niadeckich - Ulica Kaliskiego 7

Trường trung học
- Liceum Ogólnokształcące nr XIII (Zespoł Szkół nr 3) - Ulica Łowicka 45
- Liceum Ogólnokształcące nr XV (Zespoł Szkół nr 5) - Ulica Berlinga 13
- Liceum Ogólnokształcące nr XVI (Zespół Szkół Odzieżowych) - Ulica Fordońska 430
- Liceum Ogólnokształcące Towarzystwa Salezjańskiego - Ulica Pod Reglami 1

Trường trung học cơ sở
- Gimnazjum nr 1 - Ulica Sielska 34
- Gimnazjum nr 2 - Ulica Kromera 11
- Gimnazjum nr 3 - Ulica Gawędy 1
- Gimnazjum nr 4 - Ulica Duracza 7
- Gimnazjum nr 5 - Ulica Berlinga 17
- Gimnazjum nr 53 (Zespół Szkół nr 5) - Ulica Berlinga 13
- Gimnazjum nr 7 - Ulica Kapliczna 7

Trường tiểu học
- Trường tiểu học số 27 - Ulica Sielska 34
- Trường tiểu học số 29 - Ulica Gawedy 5
- Trường tiểu học số 4 - Ulica Wyzwolenia 4
- Trường tiểu học số 43 - Ulica Łowicka 45
- Trường tiểu học 65 (filia) - Ulica Rzeźniackiego 7
- Trường tiểu học 65 - Ulica Duracza 7
- Trường tiểu học số 66 - Ulica Berlinga 3
- Trường tiểu học số 67 - Ulica Kromera 11
- Trường tiểu học số 9 - Ulica Tatrzanska 21
- Szkoła Podstawowa Towarzystwa Salezjańskiego - Ulica Salezjańska 1